# De Lakenmarkt van 's-Hertogenbosch
De Lakenmarkt van 's-Hertogenbosch is een schilderij uit circa 1530 van een anonieme kunstenaar. Het is een van de oudste stadsgezichten die in de Nederlanden bewaard zijn gebleven en zonder meer de belangrijkste voorstelling van 's-Hertogenbosch in de middeleeuwen. Het schilderij bevindt zich in Het Noordbrabants Museum en behoort tot de vaste collectie.

## Voorstelling
Het schilderij toont de Markt van 's-Hertogenbosch in een onbeholpen vogelperspectief, vanuit de Korte Kerkstraat naar de Hoge Steenweg. Links is de herkenbare schandpaal te zien, het Mariakapelletje en de waterput, waar later een reconstructie van werd gemaakt. In het midden zijn de kramen van de lakenhandelaars.
Rechts van de markt is eveneens de botermarkt te zien, en de eiermarkt op de voorgrond.
Aan de noordkant is het huis van de schilder Jheronimus Bosch te zien. Het gaat hierbij om het zevende huis van rechts; het witte pand met de trapgevel, dat destijds Inden Salvatoer heette. Ook is de rode trapgevel van het huis De Roodenburgh te zien en links daarvan De Moriaan met zijn karakteristieke hoektorentje.

## Achtergrondinformatie
Het schilderij werd vervaardigd in opdracht van het gewandsnijders- en droogscheerdersgilde. Gewandsnijders waren lakenverkopers of detailhandelaren. De leden van dit gilde waren werkzaam in de lakennijverheid en de lakenhandel. Sint-Franciscus, de patroonheilige van het gilde, staat op de voorgrond en met een halo afgebeeld. De heilige deelt stoffen uit aan de armen.
Op de markt werden diverse producten verkocht, maar naast lakenhandelaren zijn alleen boeren en boerinnen met hun boter en eieren aan de rand te zien. Hierdoor geeft het schilderij geen beeld van het gehele Bossche marktwezen. De kunstenaar heeft vooral oog gehad voor de lakenhandelaars, die immers de opdrachtgevers waren.
Het paneel maakte deel uit van een meerluik. De plaats van het altaar is echter onbekend. Op de achterzijde staat het gildenwapen, een symbolisch geopende schaar.
In 1842 werd het paneel door een particulier geschonken aan het Provinciaal Genootschap van Kunsten en Wetenschappen. Zodoende kwam het uiteindelijk terecht in Het Noordbrabants Museum, waar het behoort tot de vaste collectie.